# Simulium parawaterfallum
Simulium parawaterfallum es una especie de insecto del género Simulium, familia Simuliidae, orden Diptera.
Fue descrita científicamente por Zhang, Yang & Chen, 2003.